# 八百津せんべい
八百津せんべい（やおつせんべい）は、岐阜県加茂郡八百津町を中心に製造されている煎餅。八百津煎餅とも称す。

## 特徴
- 八百津せんべいは、この地域で製造されているせんべいの総称であり、メーカーによっては八百津せんべいの名称を使用していないこともある。
- 小麦粉、砂糖・玉子を主原料とし、鉄板で挟んで焼き上げる煎餅である。
- メーカーによってはピーナッツ、白ゴマ、生姜、栃の実などが加えられる。

## 概要
- 1921年（大正10年）、他県で修業をした人物が八百津に戻り、せんべいを製造したのが始まりという[1]。別の説では1910年頃、現在の美濃加茂市の菓子屋でせんべいの製造方法を習い、八百津町木野で製造を始めたのが始まりという[2]。太平洋戦争による砂糖、小麦粉の不足で製造は中断となるが、1947年（昭和22年）頃に砂糖、小麦粉の代用として芋飴、サツマイモを使用して製造を再開[1]。
- 昭和30年代には販路が全国に拡大。1968年（昭和43年）には事業所数が167件まで増加し、この頃に売り上げも最盛期となった。昭和40年代半ばまでは製造方法は手焼きであったが、1970年（昭和45年）には半自動焼機、1974年（昭和49年）には全自動焼機による製造が始まり、大量生産が可能となった[1]。
- 担い手不足や高齢化が進み、事業者の廃業が進んでいる。2024年（令和6年）時点では10数社が製造してる[3]。
- 2018年（平成30年）、八百津町立八百津小学校体育館で75621枚の煎餅を使用して杉原千畝のモザイク画を製作。世界最大のビスケット・クッキーのモザイク画としてギネス世界記録に登録されている[1]。